# 巴尔武埃斯
巴尔武埃斯，是西班牙阿拉贡自治区韦斯卡省的一个市镇。总面积20平方公里，总人口112人（2001年），人口密度6人/平方公里。